# Scypholanceola vanhoeffeni
Scypholanceola vanhoeffeni är en kräftdjursart. Scypholanceola vanhoeffeni ingår i släktet Scypholanceola och familjen Lanceolidae. Inga underarter finns listade i Catalogue of Life.